# Arnold Rimmer

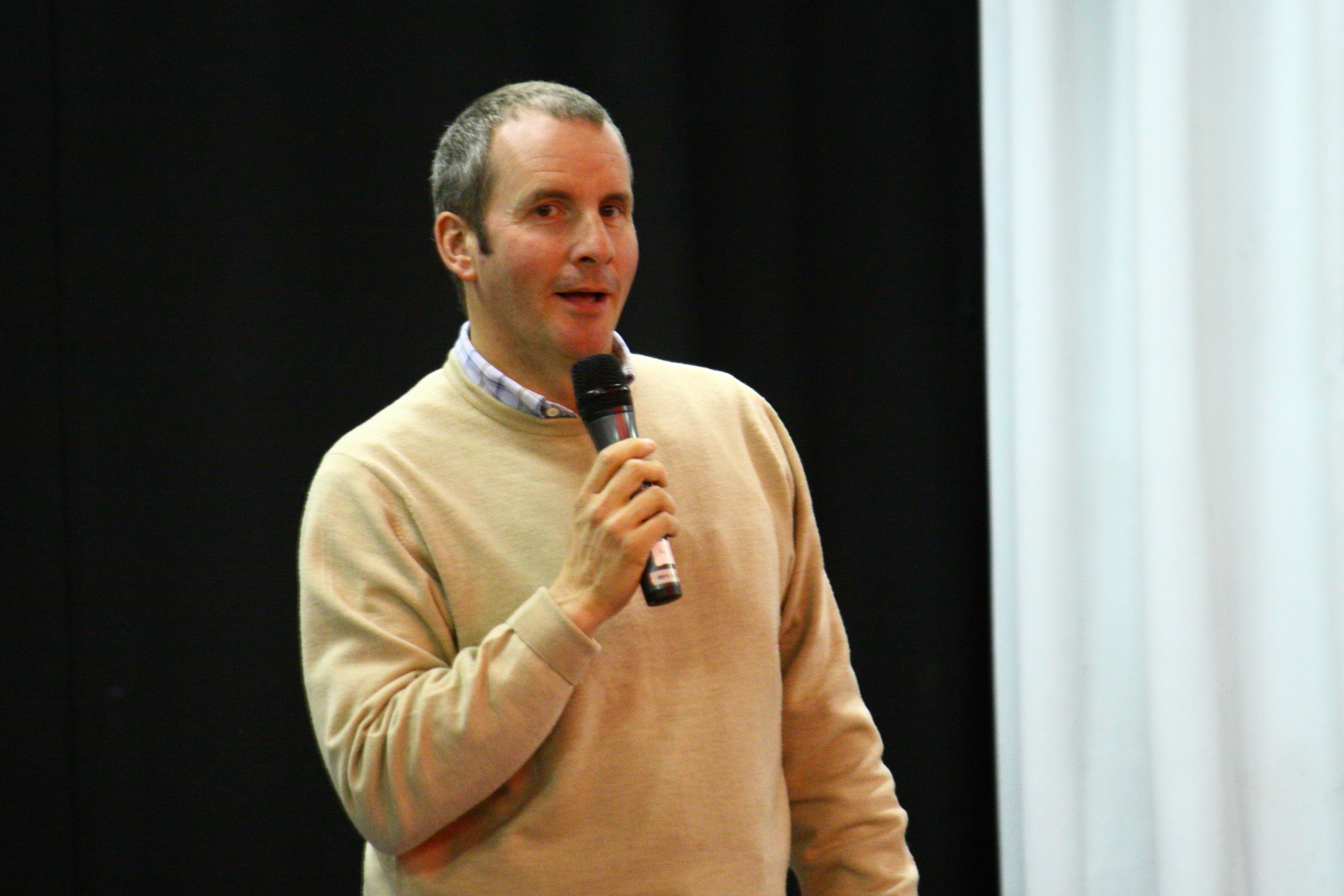
Chris Barrie (Arnold Judas Rimmer de Enano Rojo) en 2009 en el Dimension Jump XV, Birmingham, Reino Unido.

Arnold Judas Rimmer es un personaje de ficción de la comedia británica Enano Rojo, interpretado por Chris Barrie. Rimmer es un holograma de un miembro muerto de la tripulación de la nave Enano Rojo, desaparecida tras un incidente raiactivo a excepción de Dave Lister, último ser humano vivo. Arnold es proyectado por la computadora de la nave espacial, Holly para poder mantener a Dave sano mentalmente y en compañía, mientras tratan de regresar a la Tierra.

## Inicios
Arnold nace en el satélite Io, en una familia acomodada. Es el menor de cuatro hermanos. Su padre fue rechazado al intentar alistarse en los Space Corps, una especie de ejército intergaláctico, por ser un centímetro demasiado bajo, por lo que está obsesionado por que sus hijos se enrolen y tengan una carrera exitosa.
Educado bajo una severa disciplina, la falta de aptitudes de Rimmer le llevan a ser despreciado por sus padres. A los 14 años decide divorciarse de ellos y alistarse por su cuenta.

## Enano Rojo
Rimmer no tiene una carrera brillante, a pesar de dedicar prácticamente todos sus esfuerzos en progresar dentro de los Space Corps, suspende indefectiblemente todos los exámenes de ascenso. Tras doce años en el cuerpo solo pasa de Técnico de mantenimiento de tercera clase a Técnico de mantenimiento de segunda clase y gana cuatro medallas (Tres años de servicio, Seis años de servicio, Nueve años de servicio y Doce años de servicio).
Rimmer es designado como superior de Lister cuando este se alista para poder regresar a la Tierra. La diferencia de caracteres hace la convivencia un infierno para Rimmer, ya que Lister no tiene ningún respeto por las formas, la jerarquía y el protocolo. Poco después de que Lister sea introducido en la cámara de estasis temporal como castigo, hay una fuga de radiación y Rimmer muere.
Tres millones de años después, cuando los niveles de radiación no son un peligro para Lister, el ordenador de a bordo lo despierta, y mantiene activo un holograma de Rimmer para mantenerlo sano mentalmente.

## Personalidad
Arnold Rimmer se caracteriza por su total falta de carisma. Cobarde, antipático, cruel, egoísta y misógino, sin embargo guarda un total respeto por las normas, los protocolos, y la jerarquía. La única persona a la que consideró su amigo la traicionó en un curso de supervivencia, y no se le conoce pareja sentimental. Tuvo relaciones sexuales en una única ocasión, y duraron 12 minutos, incluyendo el tiempo necesario para comer la pizza.
- Datos: Q3844833